# حسنجان
حسنجان هي قرية في مقاطعة سراب، إيران. عدد سكان هذه القرية هو 319 في سنة 2006.